# Seznam jezikoslovcev
Seznam jezikoslovcev.

## A
- William Foxwell Albright
- Henning Andersen
- Raimo Anttila
- John Langshaw Austin

## B
- Georgios Babiniotis
- Aleksandar Belić
- Emil Benveniste
- France Bezlaj
- Henrik Birnbaum
- Leonard Bloomfield
- Franz Boas
- Franz Bopp
- Anton Breznik
- Dalibor Brozović
- Karl Brugmann
- Ranko Bugarski
- Stanko Bunc

## C
- Jurij Caf
- Jean-François Champollion
- Noam Chomsky
- Bernard Comrie
- Jan Niecisław Baudouin de Courtenay
- David Crystal
- Varja Cvetko-Orešnik

## Č
- Dušan Čop
- Matija Čop

## D
- Östen Dahl
- Vladimir Dahl
- Shaban Demiraj (1920-2014)
- Oswald Ducrot
- Konrad Duden
- Janez Dular
- Vladimir A. Dybo

## E
- Umberto Eco
- Michael Everson

## F
- Charles Ferguson
- Joshua A. Fishman
- Metka Furlan

## G
- Paul Garde
- Velemir Gjurin
- Ives Goddard
- Pliny Earle Goddard
- Marija Golden
- Joseph Greenberg
- Marc L. Greenberg
- Paul Grice
- Jakob Grimm
- Jadranka Gvozdanović

## H
- Christian Hannick
- Mary Haas
- Kenneth Locke Hale
- Michael Halliday
- Josip Hamm
- Eric Hamp
- Charles F. Hockett
- Wilhelm von Humboldt

## I
- V. M. Illič-Svityč
- Alexander Isačenko
- Milka Ivić
- Pavle Ivić
- Stjepan Ivšić

## J
- Ray Jackendoff
- Vatroslav Jagić
- Roman O. Jakobson
- Primož Jakopin
- Marija Jamar-Legat
- Marko Jesenšek
- William Jones
- Peter Jurgec

## K
- Radoslavi Katičić
- Simona Klemenčič
- Janez Keber
- Mihaela Koletnik
- Jernej Kopitar
- Tomo Korošec
- Frederik Kortlandt
- Hans Krahe
- Olga Kunst Gnamuš

## L
- William Labov
- Peter Ladefoged
- George Lakoff
- André Lefevere
- Ilse Lehiste
- Rado Lenček
- August Leskien
- Josip Lisac
- Grant Lundberg

## M
- André Martinet
- Tatjana Marvin
- James A. Matisoff
- John McCarthy
- Majda Merše
- Nikolai Mikhailov
- Franc Miklošič
- Milena Milojevič Sheppard

## N
- Rajko Nahtigal
- Albina Nećak Lük
- Gerhard Neweklowsky

## O
- Janez Orešnik
- Martina Orožen

## P
- Josip Pavlica
- Maks Pleteršnik
- Steven Pinker
- Breda Pogorelec
- Francka Premk
- Tom Priestly
- Alan Prince

## R
- Bernard Rajh
- Fran Ramovš
- Rasmus Kristian Rask
- Luka Repanšek
- Helmut Rix
- Olof Rudbeck?

## S
- Edward Sapir
- Ferdinand de Saussure
- John Searle
- George Y. Shevelov
- Mitja Skubic
- Marko Snoj
- Tatjana Srebot Rejec
- Edward Stankiewicz
- Sergej Anatoljevič Starostin (Rusija, 1953 – 2005)
- Han Steenwijk
- Gunnar Olaf Svane
- Ozvald Szemerényi

## Š
- Nada Šabec
- Alenka Šivic Dular
- Stanislav Škrabec

## T
- Jože Toporišič
- Larry Trask
- Nikolaj Trubeckoj

## V
- Willem Vermeer
- Claude Vincenot
- Valentin Vodnik
- Ada Vidovič Muha

## W
- Calvert Watkins
- Max Weinreich
- Uriel Weinreich
- Benjamin Lee Whorf

## Z
- Zinka Zorko
- Marina Zorman
- Ghil'ad Zuckermann

## Ž
- Igor Žagar